# Tânia Scher
Tânia Scheer, mais conhecida como Tânia Scher, (Rio de Janeiro, 12 de março de 1947 — Rio de Janeiro, 9 de agosto de 2008) foi uma atriz brasileira de cinema e televisão. No início da carreira, era creditada apenas como Tânia.

## Biografia
De origem étnica diversa e plural, Tânia Scher começou sua carreira no cinema, no final dos anos 60. Nascida em março de 1947, no Rio de Janeiro, trabalhou em A Próxima Atração, Vestido de Noiva, Sol de Verão, Ti Ti Ti, Anos Dourados e A Próxima Vítima, entre outras produções.
Na novela A Viagem (1994) (1994, na Globo), interpretou a Josefa, mãe de Téo, personagem de Maurício Mattar.
Entre os diversos filmes que atuou, destacam-se Todas as Mulheres do Mundo, A Espiã Que Entrou em Fria, O Bolão, A Nova Estrela, Motel, Um Casal de 3 e A Menina do Lado.
Tânia Scher estava com depressão e ficou internada três dias no Hospital Miguel Couto, no Rio de Janeiro. Morreu aos 61 anos, de insuficiência respiratória e problemas no fígado.

## Carreira

### Cinema
| Ano  | Título                                 | Personagem            | Notas          |
| ---- | -------------------------------------- | --------------------- | -------------- |
| 1967 | A Espiã que Entrou em Fria             | Léa                   |                |
| 1967 | Todas as Mulheres do Mundo             | Tânia                 |                |
| 1967 | El Justicero                           | Namorada              |                |
| 1967 | Cinema Novo: Improvisado e Determinado | Ela mesma             | Documentário   |
| 1968 | As Sete Faces de Um Cafajeste          | Bebel                 |                |
| 1970 | O Bolão                                | Mulher                |                |
| 1971 | Pra Quem Fica, Tchau                   | Mulher do conversível |                |
| 1971 | A Nova Estrela                         | A mulher              | Curta-metragem |
| 1971 | Os Monstros de Babaloo                 | Prostituta            |                |
| 1972 | Os Machões                             | Ana                   |                |
| 1973 | Um Edifício Chamado 200                | Karla                 |                |
| 1974 | Motel                                  | Cleonice              |                |
| 1975 | O Sósia da Morte                       | Marília               |                |
| 1976 | Luz, Cama, Ação!                       | Vivian                |                |
| 1976 | Noite Carioca                          | Inês                  |                |
| 1982 | Um Casal de 3                          | Leonor                |                |
| 1987 | Leila Diniz                            | Mãe conservadora      |                |
| 1987 | A Menina do Lado                       | Mulher de Mauro       |                |

### Televisão
| Ano  | Título                  | Personagem     | Notas                               |
| ---- | ----------------------- | -------------- | ----------------------------------- |
| 1970 | A Próxima Atração       | Laura          |                                     |
| 1971 | O Homem que Deve Morrer | Beth           |                                     |
| 1976 | Caso Especial           | Selma          | Episódio: "Um Perdido na Vida"      |
| 1979 | Aplauso                 | —              | Episódio: "Vestido de Noiva"        |
| 1980 | Plantão de Polícia      | —              | Episódio: "A Doceira de bangu"      |
| 1982 | Sol de Verão            | Lola           |                                     |
| 1982 | Quem Ama Não Mata       | Odete          |                                     |
| 1983 | Champagne               | Leonor Camargo | [ 6 ]                               |
| 1983 | Guerra dos Sexos        | Marivalda      |                                     |
| 1983 | Caso Especial           | Beatriz        | Episódio: "O Reencontro"            |
| 1983 | Caso Especial           | Lurdes         | Episódio: "Demônios do Posto Cinco" |
| 1983 | Caso Verdade            | Eunice         | Episódio: "A Noite dos Insensatos"  |
| 1983 | Parabéns pra Você       | Glorinha       |                                     |
| 1984 | Corpo a Corpo           | Nádia          |                                     |
| 1985 | Ti Ti Ti                | Madame Machado |                                     |
| 1986 | Anos Dourados           | Marieta        |                                     |
| 1987 | A Rainha da Vida        | —              |                                     |
| 1993 | Você Decide             | —              | Episódio: "Jogo de Corpo"           |
| 1994 | A Viagem                | Josefa Dias    |                                     |
| 1995 | A Próxima Vítima        | Márcia Bueno   |                                     |
| 1998 | Por Amor                | Mônica         | Participação especial               |
| 1999 | Você Decide             | Deodora        | Episódio: "A Filha de Maria"        |

### Teatro
- 1967 - Os Sete Gatinhos
- 1970 - Hair
- 1976 - Um Edifício Chamado 200
- 1980 - Miss Brasil
- 1984 - Frank Sinatra 4815